# Шильд, Херман
Херман Шильд (нем. Hermann Schild; род. 16 февраля 1913 года в Губене, Германия — ум. 7 апреля 2006 года в Мюнхене, Германия) — немецкий шоссейный велогонщик, выступавший с 1935 по 1957 год. Чемпион Германии 1954 года на шоссе. Победитель Тура Германии-1938.

## Достижения
1937
1-й — Этап 11 Тур Германии
1938
1-й Тур Германии
1-й — Этапы 2 и 11
1939
1-й — Этапы 9, 12, 14 и 20 Тур Германии
1947
1-й Берлин — Котбус — Берлин
1951
1-й — Этап 2 Тур Германии
1952
1-й — Этап 8 Тур Германии
1954
1-й  Чемпионат Германии
1955
3-й Чемпионат Германии